# Gold (álbum de Ryan Adams)
Gold es el segundo álbum de estudio de Ryan Adams. Es su álbum más popular. Se han vendido más que 800,000 copias de la obra en todo el mundo.

## Canciones
Todas las canciones escritas y compuestas por Ryan Adams, a menos que se indique lo contrario. 
| N.º | Título                               | Duración |  |
| 1.  | «New York, New York»                 | 3:46     |  |
| 2.  | «Firecracker»                        | 2:51     |  |
| 3.  | «Answering Bell»                     | 3:05     |  |
| 4.  | «La Cienega Just Smiled»             | 5:03     |  |
| 5.  | «The Rescue Blues»                   | 3:38     |  |
| 6.  | «Somehow, Someday»                   | 4:24     |  |
| 7.  | «When the Stars Go Blue»             | 3:31     |  |
| 8.  | «Nobody Girl»                        | 9:40     |  |
| 9.  | «Sylvia Plath»                       | 4:10     |  |
| 10. | «Enemy Fire»                         | 4:09     |  |
| 11. | «Gonna Make You Love Me»             | 2:36     |  |
| 12. | «Wild Flowers»                       | 4:59     |  |
| 13. | «Harder Now That It's Over»          | 4:32     |  |
| 14. | «Touch, Feel and Lose»               | 4:15     |  |
| 15. | «Tina Toledo's Street Walkin' Blues» | 6:10     |  |
| 16. | «Goodnight, Hollywood Blvd.»         | 3:25     |  |

| Bonus disc: "Side Four" |                                |              |          |  |
| N.º                     | Título                         | Escritor(es) | Duración |  |
| 1.                      | «Rosalie Come and Go»          |              | 3:54     |  |
| 2.                      | «The Fools We Are As Men»      |              | 4:01     |  |
| 3.                      | «Sweet Black Magic»            | Adams/Johns  | 2:35     |  |
| 4.                      | «The Bar Is a Beautiful Place» |              | 5:58     |  |
| 5.                      | «Cannonball Days»              |              | 3:24     |  |

## Créditos
Músicos
- Ryan Adams – cantante, guitarra, banjo, piano
- Bucky Baxter – guitarra de acero
- Andre Carter – trompeta
- Richard Causon – piano
- Jennifer Condos – guitarra bajo
- Milo De Cruz – guitarra bajo
- Adam Duritz – coros
- Keith Hunter – coros
- Rami Jaffi – acordeón
- Ethan Johns – tambores, guitarra, cadenas chambelán, órgano, coros, mando-cello, vibráfono, cadenas, guitarra de acero, mandolina, guitarra bajo, piano electrónico, celeste, harmonium, congas
- Rob McDonald – coros
- Sid Paige – concertino
- Julianna Raye – coros
- Chris Stills – coros, guitarra, guitarra bajo
- Benmont Tench – órgano, piano
- Kamasi Washington – saxofón
- C.C. White – coros, cantante